# Eugène Flachat

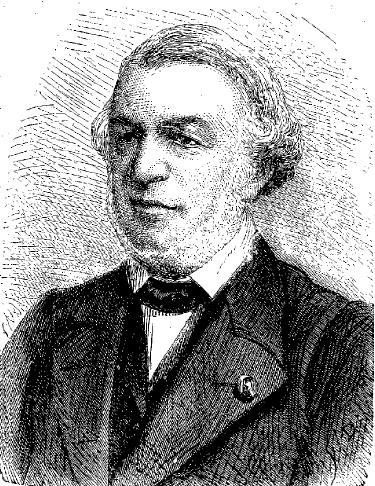
Eugène Flachat

Eugène Flachat (* 16. April 1802 in Nimes; † 16. Juni 1873 in Arcachon) war ein französischer Eisenbahn-Ingenieur. Als Chefingenieur der Bahngesellschaft Paris–St. Germain war er maßgeblich beteiligt am Bau der ersten französischen ausschließlich mit Dampflokomotiven betriebenen Eisenbahnstrecke von Paris nach Le Pecq, die am 28. August 1837 eröffnet wurde. Es folgte 1840 bis 1842 eine weitere Linie von Paris nach Rouen. Flachat war auch am Bau der ersten beiden Bahnhöfe in Paris beteiligt, des Gare de l’Ouest – Rive droite (heute Gare Saint-Lazare) und des Gare de l’Ouest – Rive gauche, des heutigen Gare Montparnasse.
Der von ihm geplante Neubau der abgebrannten Eisenbahnbrücke Asnières war die erste schmiedeeiserne Brücke und die erste Hohlkastenbrücke Frankreichs. Nach diesem Muster baute er weitere Brücken, unter anderem die Eisenbahnbrücke Langon (Gironde) und die Eisenbahnbrücke Moulins (Allier).
Später wurde Flachat Direktor der Eisenbahngesellschaft Compagnie des chemins de fer de l’Ouest (Westeisenbahn-Gesellschaft). Viele kühne Ideen, die er im Lauf seines Ingenieurslebens entwickelte, wurden erst später realisiert. Er hatte beispielsweise schon die Idee, die Alpen durch einen Tunnel zu unterqueren und schlug schon eine Metro zwischen der Gare de l’Est und den Pariser Markthallen (Les Halles) vor.
Eugène Flachat ist namentlich auf dem Eiffelturm verewigt, siehe: Die 72 Namen auf dem Eiffelturm.